# Jeffrey Springs
Jeffrey Scott Springs (Belmont, Carolina del Norte, 20 de septiembre de 1992), más conocido como Jeffrey Springs, es un jugador profesional estadounidense de béisbol que se desempeña en la posición de lanzador en Athletics, equipo de las Grandes Ligas de Béisbol (MLB).

## Carrera
Springs hizo su debut en la MLB con el equipo Texas Rangers, en el cual jugó dos temporadas (2018-2019), después pasó a Boston Red Sox (2020), luego a Tampa Bay Rays (2021-2024), posteriormente a Athletics.